# Giorgio Minisini
Giorgio Minisini, né le 9 mars 1996 à Rome, est un nageur de natation synchronisée italien.

## Biographie
Sa mère Susanna De Angelis est une ancienne nageuse synchronisée et son père Roberto Minisini un ancien juge international de la discipline, il est dés l'enfance initié à la natation.
En juillet 2015, Giorgio Minisini remporte deux médailles de bronze en natation synchronisée, une en technique et une autre en libre, avec deux partenaires différentes, lors des premières épreuves de duo mixte des Championnats du monde de Kazan, qui autorise pour la première fois les hommes à concourir.
En mai 2016, il remporte la médaille d'argent en duo mixte libre avec Mariangela Perrupato lors des Championnats d'Europe à Londres.
En juin 2022, il a remporté à Budapest en duo avec Lucrezia Ruggiero deux médailles d'or aux Championnats du monde de natation 2022 : dans l'épreuve du duo technique mixte ainsi qu'en duo libre mixte,.
En août 2022, il remporte la médaille d'or en solo épreuve technique lors des Championnats d'Europe à Rome. Ainsi, il devient le premier champion d'Europe dans cette catégorie.

## Palmarès

### Championnats du monde
- 2015 à Kazan,  Russie
  -  Médaille de bronze du duo libre mixte
  -  Médaille de bronze du duo technique mixte
- 2017 à Budapest,  Hongrie
  -  Médaille d'argent du duo libre mixte
  -  Médaille d'or du duo technique mixte
- 2019 à Gwangju,  Corée du Sud
  -  Médaille d'argent du duo libre mixte
  -  Médaille d'argent du duo technique mixte
- 2022 à Budapest,  Hongrie
  -  Médaille d'or du duo libre mixte
  -  Médaille d'or du duo technique mixte
- 2024 à Doha,  Qatar
  -  Médaille d'or du solo libre
  -  Médaille d'argent du solo technique

### Championnats d'Europe
- 2016 à Londres,  Royaume-Uni
  -  Médaille d'argent du duo libre mixte
  -  Médaille d'argent du duo technique mixte
- 2018 à Glasgow,  Royaume-Uni
  -  Médaille d'argent du duo libre mixte
  -  Médaille d'argent du duo technique mixte
- 2022 à Rome,  Italie
  -  Médaille d'or du solo libre
  -  Médaille d'or du solo technique
  -  Médaille d'or du duo libre mixte
  -  Médaille d'or du duo technique mixte

### Jeux européens
- Jeux européens de 2023 à Oświęcim :
  -  Médaille d'or en duo technique mixte (avec Lucrezia Ruggiero).
  -  Médaille d'argent en duo libre mixte (avec Lucrezia Ruggiero).
  -  Médaille d'argent de l'épreuve libre par équipes
  -  Médaille de bronze de l'épreuve acrobatique par équipes